# Hal Roach
Hal Roach, originalmente Harold Eugene Roach (Elmira, Nueva York, 14 de enero de 1892-Bel Air, California, 2 de noviembre de 1992), fue un productor cinematográfico estadounidense.
En 1912 llegó a Hollywood y probó suerte como actor, produciendo y dirigiendo Just Nuts (1915) y haciendo amistad con Harold Lloyd, quien protagonizó esta película. En 1919 fundó el Hal Roach Studio y continuó produciendo otras comedias donde participaba Lloyd, como Safety Last! (1923).
Entre las décadas de 1920 y de 1930, produjo cientos de cortometrajes humorísticos, ganando los premios Óscar con The Music Box en 1932 y Bored of Education en 1936. Además de producir los filmes de Will Rogers y la serie de La Pandilla, hizo trabajar en equipo a El Gordo y el Flaco en su primera película juntos en 1927 y produjo otros de sus filmes, como Leave 'em Laughing (1928) y Way Out West (1937), al igual que otros éxitos de taquilla como Topper (1937) y Of Mice and Men (1939).

## Premios y distinciones
Premios Óscar
| Año  | Categoría                     | Película           | Resultado |
| ---- | ----------------------------- | ------------------ | --------- |
| 1933 | Mejor cortometraje - comedia  | The Music Box      | Ganador   |
| 1936 | Mejor cortometraje de comedia | Tit for Tat        | Nominado  |
| 1937 | Mejor cortometraje - Un rollo | Bored of Education | Ganador   |
| 1984 | Óscar Honorífico              | Óscar Honorífico   | Ganador   |